# Zvonko Brkić
Zvonko Brkić, hrvaški komunist, politik, partizan in narodni heroj, * Gornja
Vrba, 18. september 1912, † 27. avgust 1977, Lošinj.

## Življenjepis
Brkić je bil aktiven v revolucionarnem delavskem gibanju je deloval od 1933, član KPJ od 1935, deloval je na področju Slavonske Požege. 1936 je bil obsojen in eno leto zaprt v Sremski Mitrovici in Mariboru. 1941 je bil med organizatorji vstaje v Slavoniji (Bilogora, Moslavina), sekretar KPJ za Bjelovar, Virovitico in nazadnje za celotno Slavonijo, po vojni mdr. član politbiroja CK KPH in organizacijski sekretar CK ZKH (1950-62), predsednik izvršnega sveta (vlade) LR/SR Hrvaške, 1963-67 podpredsednik Zvezne skupščine. vmes pa tudi sekretar in šef kabineta predsednika J. Broza - Tita. Po 1969, ko je zbolel in se umaknil iz aktivne politike, je bil član Sveta federacije. Za narodnega heroja je bil razglašen leta 1953.